# Marie Kuyken
Marie Cornelia Kuyken (Haarlem, 17 november 1898 — Laren, Noord-Holland, 12 februari 1988) was een Nederlands dessinontwerper.
In 1917 rondt ze haar studies aan de School voor Kunstnijverheid in Haarlem af en start haar carrière in het familiebedrijf van haar vader Willem Kuyken (1876-1945), dat vanaf 1923 in Dilbeek gevestigd was.
Ze ontwerpt decoratieve panelen voor meubelen, wandversieringen en haardschermen met bloemen en dieren, maar ook met abstractere, fantasierijke motieven. Haar vader realiseert deze in cloisonné, geïnspireerd op Chinese en Byzantijnse email cloisonnétechnieken. Tussen 1928 tot 1931 en van 1947 tot 1953 maakt Kuyken ontwerpen voor behangselfabrikant Rath & Doodeheefver.
Marie Kuykens ontwerpen passen binnen de expressionistische vormgeving van de Amsterdamse School en gelijktijdige ontwikkelingen in meubelontwerp. Bekend is een haardscherm uit 1921 uit de collectie van het Stedelijk Museum Amsterdam.